# خاندان میمورا
خاندان میمورا (به ژاپنی: 三村氏) یکی از خاندان‌های سامورایی ژاپنی در دوره سنگوکو بود.